# Sciastes
Sciastes és un gènere d'aranyes araneomorfes de la subfamília dels Erigonins, dins de la família Linyphiidae. Es pot trobar a la zona holàrtica: Europa i Rússia.
Fou descrit per primera vegada per S. C. Bishop i C. R. Crosby l'any 1938.

## Llista d'espècies
Segons The World Spider Catalog 12.0:
- Sciastes carli (Lessert, 1907) – França, Itàlia, Suïssa,  Àustria
- Sciastes dubius (Hackman, 1954) – Rússia, Canadà, USA
- Sciastes extremus Holm, 1967 – Canadà, Groenlàndia
- Sciastes hastatus Millidge, 1984 – USA, Canadà
- Sciastes hyperboreus (Kulczynski, 1908)
- Sciastes mentasta (Chamberlin & Ivie, 1947) – Canadà, USA (Alaska)
- Sciastes tenna Chamberlin, 1949 – USA
- Sciastes truncatus (Emerton, 1882) (Espècie tipus) – USA, Canadà